# تپه گورستان مشهد
تپه قبرستان مشهد در شهرستان بوئین‌زهرا، بخش آوج، روستای مشهد واقع شده و این اثر در تاریخ ۲۵ خرداد ۱۳۸۱ با شمارهٔ ثبت ۵۷۸۸ به‌عنوان یکی از آثار ملی ایران به ثبت رسیده است.